# Coppa delle Regioni UEFA
La Coppa delle Regioni UEFA (in inglese UEFA Regions' Cup) è una competizione calcistica europea, organizzata dall'UEFA e riservata a selezioni regionali dilettanti.
La Coppa delle Regioni, creata nel 1996, è stata organizzata per la prima volta nel biennio 1998-99 e, da allora, si disputa ogni due anni. La prima squadra vincitrice fu la selezione del Veneto, 1ª classificata anche nell'edizione 2013; attuale campione in carica è l’Aragón della Spagna.
Ogni nazione membro dell'UEFA ha diritto di iscrivere una formazione dilettanti alla competizione: le formazioni, eccezion fatta per gli Stati più piccoli, sono così costrette a disputare turni preliminari nazionali per assicurarsi la qualificazione.

## Formato
Tutti i 55 Paesi europei affiliati alla UEFA hanno la possibilità di iscrivere una rappresentativa regionale al torneo e dunque la necessità di effettuare una fase di qualificazione nazionale per decidere quale squadra rappresenterà la nazione. I piccoli stati possono invece iscrivere una rappresentativa nazionale.
Nella edizione inaugurale del 1999, e nelle due successive, parteciparono rappresentative di 32 Paesi. Dalla quarta edizione, 2005, l'aumento dell'interesse per la competizione, la fase di qualificazione fu allargata ed un'ulteriore fase preliminare venne aggiunta. Un piccolo numero di rappresentative vengono inserite in diversi gruppi, con le migliori classificate promosse per la fase intermedia.
Le 32 squadre vengono inserite in otto gruppi di quattro squadre ciascuno, gironi all'italiana con gare di sola andata. Solo le vincitrici di ogni gruppo si qualificano alla fase finale, in cui vengono suddivise in due gruppi da quattro, le cui vincitrici si affrontano nella finale.
Un aspetto della Regions' Cup nettamente diverso dalle altre competizioni internazionali è la scelta del Paese ospite. Le prime due fasi, preliminare ed intermedia, prevedono solo gare di andata, rispetto alla più comune formula con gare di andata e ritorno, quindi tutte le partite vengono disputate in una sola regione. L'ospite della fase finale invece viene scelta solo quando tutte le otto regioni sono qualificate e viene scelta tra una di esse.

## Edizioni
| Anno          | Ospitante  |                                              | Finale                                       | Finale                                       | Finale       |
| Anno          | Ospitante  | Vincitore                                    | Risultato                                    | 2º posto                                     |              |
| 1999 Dettagli | Italia     | Veneto                                       | 3 - 2 (dts)                                  | Madrid                                       |              |
| 2001 Dettagli | Rep. Ceca  | Moravia                                      | 2 - 2 (dts) 4 - 2 (dcr)                      | Braga                                        |              |
| 2003 Dettagli | Germania   | Piemonte                                     | 2 - 1                                        | Maine                                        |              |
| 2005 Dettagli | Polonia    | Paesi Baschi                                 | 1 - 0                                        | Sud-Ovest Sofia                              |              |
| 2007 Dettagli | Bulgaria   | Bassa Slesia                                 | 2 - 1 (dts)                                  | Burgas                                       |              |
| 2009 Dettagli | Croazia    | Castiglia e León                             | 2 - 1                                        | Oltenia                                      |              |
| 2011 Dettagli | Portogallo | Braga                                        | 2 - 1                                        | Munster & Leinster                           |              |
| 2013 Dettagli | Italia     | Veneto                                       | 0 - 0 (dts) 5 - 4 (dcr)                      | Catalogna                                    |              |
| 2015 Dettagli | Irlanda    | Eastern Region Ireland                       | 1 - 0                                        | Zagabria                                     |              |
| 2017 Dettagli | Turchia    | Zagabria                                     | 1 - 0                                        | Munster/Connacht                             |              |
| 2019 Dettagli | Germania   | Bassa Slesia                                 | 3 - 2                                        | Baviera                                      |              |
| 2021 Dettagli | N/A        | Annullato a causa della pandemia di COVID-19 | Annullato a causa della pandemia di COVID-19 | Annullato a causa della pandemia di COVID-19 |              |
| 2023 Dettagli | Spagna     | Galizia                                      | 3 - 1                                        | Belgrado                                     |              |
| 2025 Dettagli | San Marino |                                              | Aragona                                      | 1 - 0 (dts)                                  | Bassa Slesia |

### Migliori piazzamenti per nazione
| Squadra    | Titoli | Secondi posti | Vincitrici                                                                | Seconde classificate                              |
| ---------- | ------ | ------------- | ------------------------------------------------------------------------- | ------------------------------------------------- |
| Spagna     | 4      | 2             | Paesi Baschi (2005) Castiglia e León (2009) Galizia (2023) Aragona (2025) | Madrid (1999) Catalogna (2013)                    |
| Italia     | 3      |               | Veneto (1999, 2013) Piemonte (2003)                                       |                                                   |
| Polonia    | 2      | 1             | Bassa Slesia (2007, 2019)                                                 | Bassa Slesia (2025)                               |
| Irlanda    | 1      | 2             | Eastern Region Ireland (2015)                                             | Munster & Leinster (2011) Munster/Connacht (2017) |
| Portogallo | 1      | 1             | Braga (2011)                                                              | Braga (2001)                                      |
| Croazia    | 1      | 1             | Zagabria (2017)                                                           | Zagabria (2015)                                   |
| Rep. Ceca  | 1      |               | Moravia (2001)                                                            |                                                   |
| Bulgaria   |        | 2             |                                                                           | Sud-Ovest Sofia (2005) Burgas (2007)              |
| Francia    |        | 1             |                                                                           | Maine (2003)                                      |
| Germania   |        | 1             |                                                                           | Baviera (2019)                                    |
| Romania    |        | 1             |                                                                           | Oltenia (2009)                                    |
| Serbia     |        | 1             |                                                                           | Belgrado (2023)                                   |